# Malebogo Molefhe
Malebogo Molefhe (sinh năm 1980) là một cầu thủ bóng rổ người Botswanian, cô đã trở thành một nhà hoạt động chống lại bạo hành gia đình sau khi bị bắn tám lần. Vào năm 2017, cô được trao Giải thưởng quốc tế cho Phụ nữ dũng cảm.

## Cuộc sống
Molefhe sinh năm 1980. Cô được chọn làm đại diện cho đất nước mình tại môn bóng rổ.
Trong năm 2009, cô đã bị bắn tám lần bởi bạn trai cô, người được cho là đã "bị mất trí". Cô đã phục hồi nhưng vẫn phải ngồi xe lăn do chấn thương cột sống.
Malebogo đã trở thành người bảo vệ nạn nhân của bạo lực trên cơ sở giới (GBV) và bạo hành gia đình trên đài phát thanh Botswana. Cô đã tổ chức các cuộc hội thảo và tham gia huấn luyện đào tạo với cả các tổ chức nhà nước và phi chính phủ ở Botswana. Malebogo nhận thấy những khía cạnh văn hóa không cho phép GBV và cô tình nguyện nâng cao nhận thức về sự cần thiết phải thay đổi.
Malebogo dạy các cô gái trẻ về lòng tự trọng để giúp họ chống lại sự đàn áp giới và các loại áp bức khác. Cô phối hợp với Bộ Giáo dục Botswana tổ chức một chương trình cho trẻ em để giúp tìm hiểu về GBV trong gia đình. Malebogo cũng khuyến khích phụ nữ/phụ nữ khuyết tật tham gia thể thao.
Vào ngày 29 tháng 3 năm 2017, cô nhận được Giải thưởng quốc tế cho Phụ nữ dũng cảm của Bộ Ngoại giao Hoa Kỳ tại Washington, D.C.